# Griechisches Historisches Evangelisches Archiv
Das Griechische Historische Evangelische Archiv (griechisch Ελληνικό Ιστορικό Ευαγγελικό Αρχείο Elliniko Istoriko Evangeliko Archio, Ε.Ι.Ε.Α.) ist das Archiv der Griechischen Evangelischen Kirche. Es wurde 2008 gegründet. 
Die Aufgaben des Archivs sind:
- Medien zu sammeln und zu erwerben, die in Zusammenhang stehen mit Protestantismus und Griechenland und den Griechischen evangelischen Gemeinden im Ausland.
- Klassifizierung und Aufbewahrung der Archivalien nach internationalen Prinzipien des Archivwesens.
- Veröffentlichung des Archivmaterials für die Wissenschaft durch Veranstaltung von Tagungen, Präsentationen und Veröffentlichungen des hauseigenen Verlages (έκδοσης του Ε.Ι.Ε.Α.).

Bisher wurden bereits 2500 Bücher erworben, sowie Publikationen, in denen Protestantismus positiv oder negativ erwähnt wird. Zusammengeführt wurden auch Materialien der Ersten Griechischen Evangelischen Kirche, der Griechischen Evangelischen Kirche von Volos (ΕΕΕ Βόλου), aus dem Archiv Kyriakakis (αρχείο Κυριακάκη), aus dem Archiv Longinidi (αρχείο Λογγινίδη), dem Archiv Stenos (αρχείο Στενού) und dem Archiv Ouranios Toxos (αρχείο Ουράνιου Τόξου), sowie viele Fotografien.